# Chen Qian
Chen Qian (República Popular China, 1 de enero de 1993) es una nadadora china especializada en pruebas de estilo libre media distancia, donde consiguió ser medallista de bronce mundial en 2011 en los 4x200 metros.

## Carrera deportiva
En el Campeonato Mundial de Natación de 2011 celebrado en Shanghái ganó la medalla de bronce en los relevos de 4x200 metros estilo libre, con un tiempo de 7:47.66 segundos, tras Estados Unidos (oro con 7:46.14 segundos) y Australia.